# 18 де Марзо, Б-16 ентре Сур 87 и Сур 88 (Ваље Ермосо)
18 де Марзо, Б-16 ентре Сур 87 и Сур 88 (шп. 18 de Marzo, B-116 entre Sur 87 y Sur 88) насеље је у Мексику у савезној држави Тамаулипас у општини Ваље Ермосо. Насеље се налази на надморској висини од 10 м.

## Становништво
Према подацима из 2005. године у насељу су живела 4 становника.

### Хронологија
| Година       | 2000         | 2005 |
| ------------ | ------------ | ---- |
| Становништво | 38 (20 / 18) | 4    |

### Попис
| # | Индикатор                        | Вредност |
| - | -------------------------------- | -------- |
| 1 | Укупно појединачних домаћинстава | 2        |